# Frank Capp
Frank Capp (20. srpna 1931 – 12. září 2017) byl americký jazzový bubeník. Narodil se ve Worcesteru v Massachusetts a po dokončení studia hudby začal v roce 1951 hrát se Stanem Kentonem. Během své kariéry spolupracoval s mnoha dalšími hudebníky, mezi které patří například Ben Webster, André Previn, Chet Baker a Anita O'Day. Rovněž jako studiový hudebník působil v kolektivu The Wrecking Crew.